# Dino Pesole
Dino Pesole (Roma, 28 luglio 1951) è un editorialista e giornalista italiano, scrive su Il Sole 24 Ore dal 1994. Ha ricoperto la carica di responsabile dell'ufficio stampa dell'Autorità Garante della Concorrenza e del Mercato.
Giornalista professionista dal 1983, ha iniziato la sua carriera all'Ansa e successivamente ha scritto per giornali come L'Indipendente e Corriere della Sera.
Si occupa di articoli riguardanti l'economia e i conti pubblici.
È laureato in Lettere alla Sapienza di Roma ed è stato docente a contratto di giornalismo economico e giornalismo politico-parlamentare presso la stessa facoltà.
È docente di giornalismo economico presso l'Istituto per la formazione al giornalismo di Urbino 
Nel 2020 gli è stato attribuito il Premio Agnes giornalista economico
Conduce per Radio24 il programma "A conti fatti, la storia e la memoria dell'economia"

## Opere
- Dino Pesole, La vertigine del debito : ciò che ognuno deve sapere sul disastro dei conti pubblici, Roma, Editori Riuniti, 1994, ISBN 88-359-3851-1.
- Dino Pesole, Il debito degli italiani. Quello che ognuno deve sapere sui nostri conti pubblici, Roma, Editori Riuniti, 1996, ISBN 88-359-4039-7.
- Dino Pesole, L'artigianato nell'economia italiana : dal dopoguerra a oggi, Milano, Il sole-24 ore libri, 1997, ISBN 88-7187-794-2.
- Dino Pesole, I conti in regola : l'Italia alla prova della moneta unica, Milano, Il sole-24 ore libri, 2001, ISBN 88-8363-274-5.
- Dino Pesole e Francesco Piu, Il patto : cittadini e stato: dal conflitto a una nuova civiltà fiscale, Milano, Il Sole 24 ore, 2008, ISBN 978-88-6345-002-6.
- Dino Pesole, Il salasso : come non finire dissanguati dalle tasse : cinque mosse per cambiare il fisco, Roma, Rx, 2012, ISBN 978-88-7615-761-5. Dino Pesole Il sentiero stretto e oltre libro intervista con Pier Carlo Padoan (Il Mulino 2019). Dino Pesole e Roberto Basso, L'economia percepita, dati, comunicazione e consenso nell'era digitale (Donzelli 2019)